# أليكس غروس
أليكس غروس (بالإنجليزية: Alex Gross)‏ هو رسام أمريكي، ولد في 30 أغسطس 1968 في روسلين هايهتس في الولايات المتحدة.

## وصلات خارجية
- الموقع الرسمي